# Щитник ягодный
Щитник ягодный, или клоп ягодный (лат. Dolycoris baccarum) — вид клопов из семейства Настоящие щитники.

## Описание

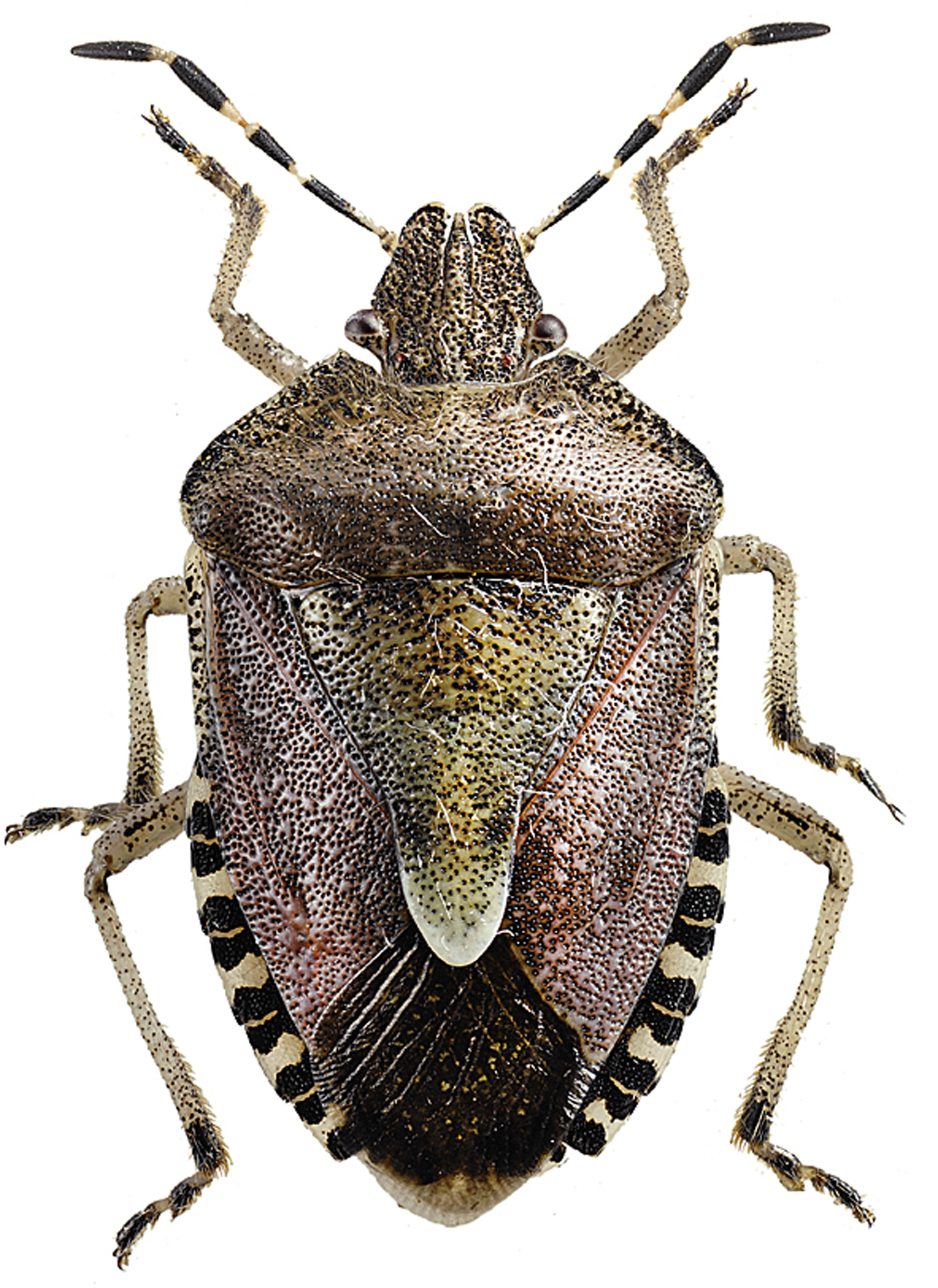

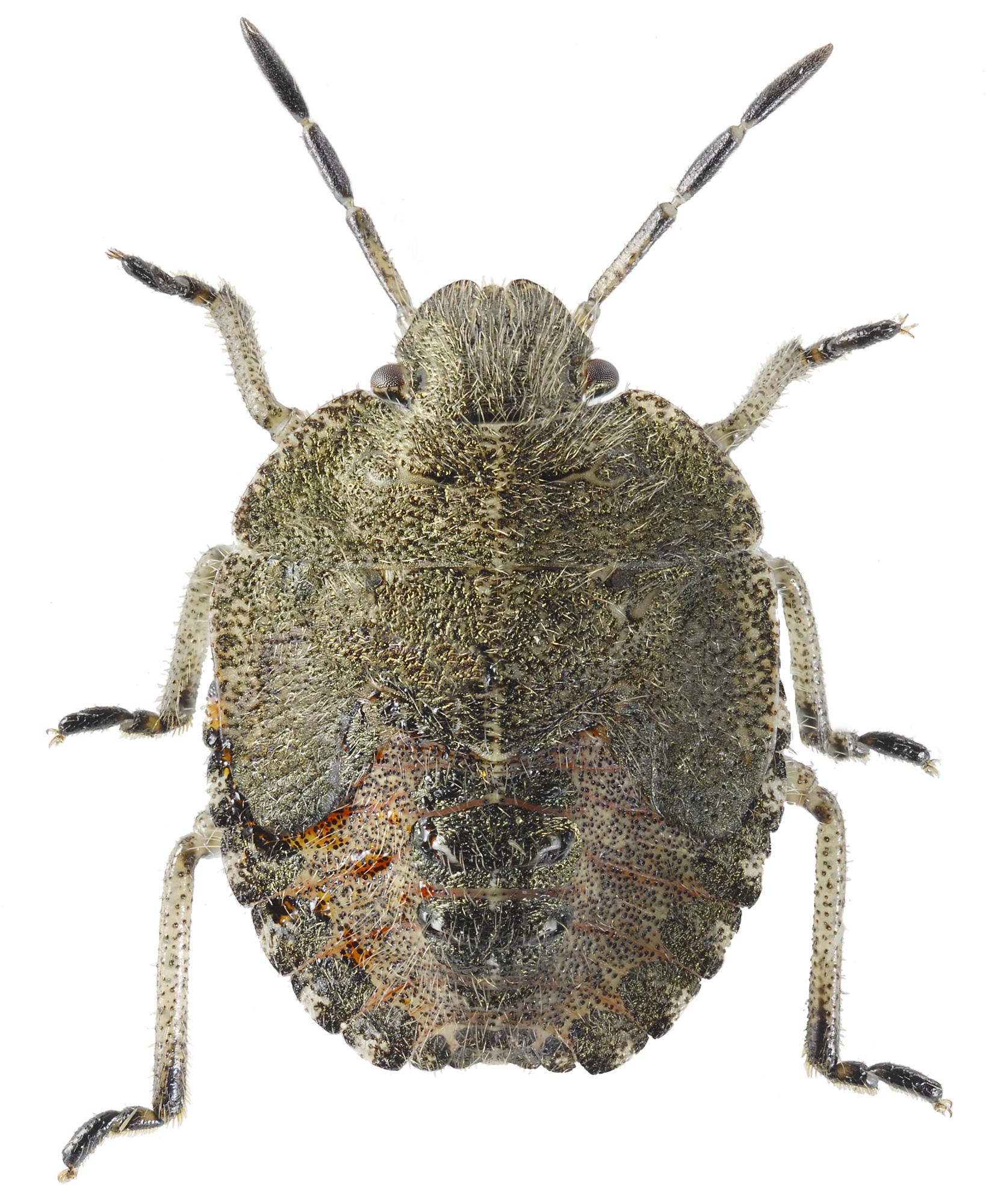
Нимфа

Клоп длиной 10—12 мм. Тело плоское. Окраска имаго серовато-, желтовато- или красновато-бурая, вершина щитка и низ тела беловатые. Тело в длинных волосках, верх в чёрной пунктировке. Усики с длинными члениками.
Усики в чёрных и жёлтых кольцах. Брюшной ободок чёрный с желтоватыми поперечными полосами. Личинки покрыты густыми светлыми волосками. Голова и грудь первых 2 стадий личинок чёрная, начиная с 3 линьки — желтоватая с бурыми пятнами. Брюшко жёлтое с красноватыми полосками на швах.

## Биология
Полифаги, питаются различными растениями: ягодными, плодовыми, огородными культурами, зерновыми, масличными, техническими и декоративными растениями и другими. Клопы прокалывают нежные листья, стебли, плоды, часто вызывая засыхание и опадание цветов и плодов, на листьях и стеблях появляются обесцвеченные, а впоследствии жёлто-бурые пятна. Зимует имаго, закопавшись в почву.

## Местa обитания
Встречается на лугах и в редколесье, на многолетних травах, кустарниках, иногда на деревьях, а также вблизи полей на сорных растениях. Встречается в апреле-октябре.